# Alucita objurgatella
Alucita objurgatella är en fjärilsart som beskrevs av Walsingham 1907. Alucita objurgatella ingår i släktet Alucita och familjen mångfliksmott, (Alucitidae). Inga underarter finns listade i Catalogue of Life.